# Guy Melamed (calciatore 1992)
Guy Melamed (in ebraico גיא מלמד‎?; Ra'anana, 21 dicembre 1992) è un calciatore israeliano, attaccante dell'Hapoel Haifa.

## Carriera

### Club
Ha giocato nella massima serie israeliana.

## Palmarès

### Competizioni nazionali
- Coppa di Lega scozzese: 1

St. Johnstone: 2020-2021
- Coppa di Scozia: 1

St. Johnstone: 2020-2021